# Прохоровское (сельское поселение, Удмуртия)
Прохоровское — упразднённое муниципальное образование со статусом сельского поселения в Красногорском районе Удмуртии Российской Федерации.
Административный центр — деревня Бараны.
Законом Удмуртской Республики от 30.04.2021 № 39-РЗ к 23 мая 2021 года упразднено в связи с преобразованием муниципального района в муниципальный округ.

## История
Статус и границы сельского поселения установлены Законом Удмуртской Республики от 28 января 2005 года № 2-РЗ «Об установлении границ муниципальных образований и наделении соответствующим статусом муниципальных образований на территории Красногорского района Удмуртской Республики».

## Население
| 2010 | 2012 | 2013 | 2014 | 2015 | 2016 | 2017 |
| ---- | ---- | ---- | ---- | ---- | ---- | ---- |
| 430  | ↘418 | ↘408 | →408 | ↘400 | ↘364 | ↘328 |
| 2018 | 2019 | 2020 |      |      |      |      |
| ↘315 | ↘301 | ↘294 |      |      |      |      |

## Состав сельского поселения
| № | Населённый пункт | Тип населённого пункта          | Население |
| - | ---------------- | ------------------------------- | --------- |
| 1 | Бараны           | деревня, административный центр | ↘229      |
| 2 | Бурово           | деревня                         | ↗25       |
| 3 | Вавилово         | деревня                         | ↘61       |
| 4 | Ефремово         | деревня                         | →0        |
| 5 | Захватай         | деревня                         | ↘26       |
| 6 | Нефедово         | деревня                         | ↘12       |
| 7 | Прохорово        | деревня                         | →65       |